# 新农村建设

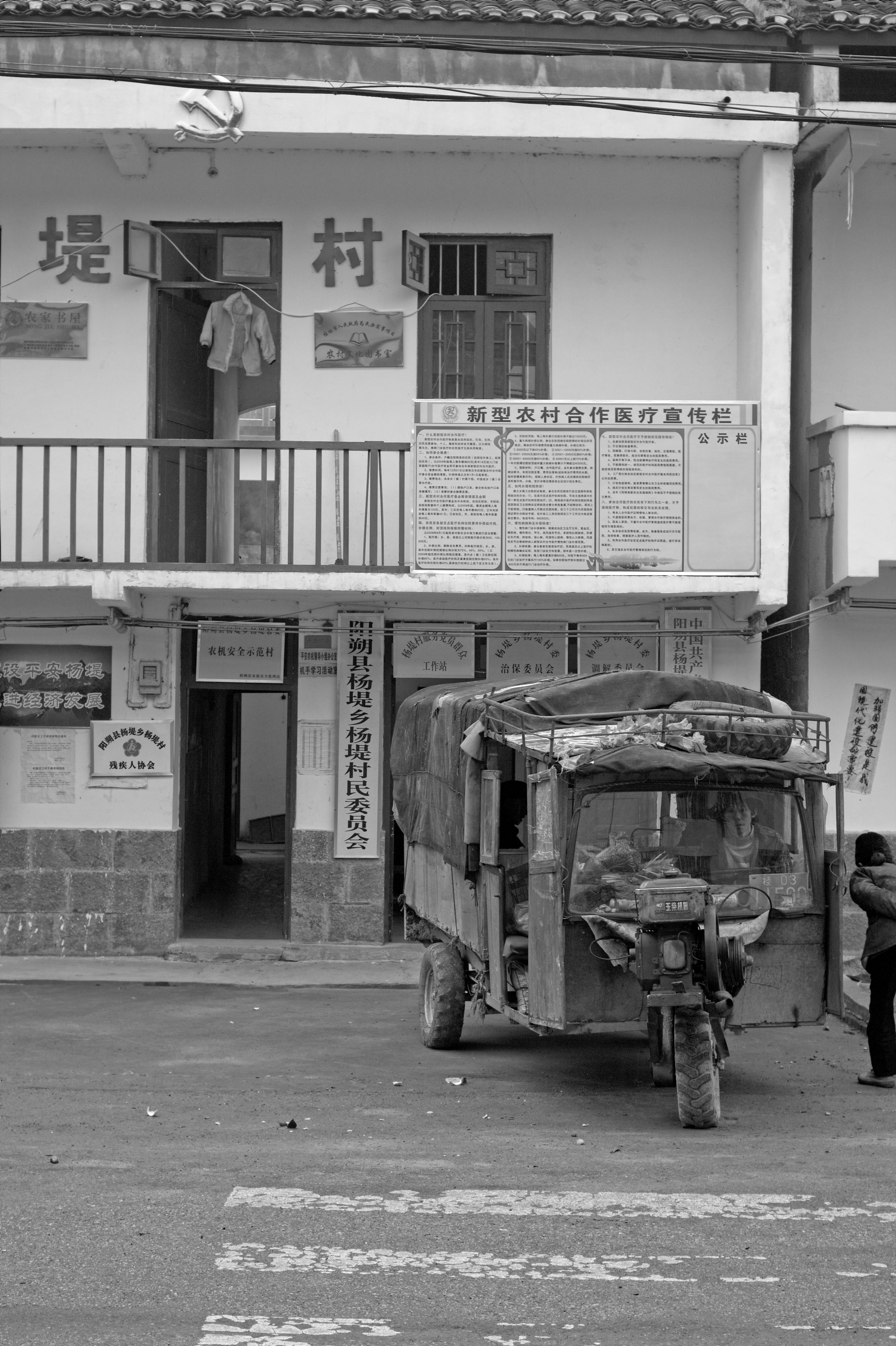
陽朔縣杨堤乡杨堤村辦公室門口公佈的农村合作医疗制度

新农村建设，即“建设社会主义新农村”的简称。淵源來自趙紫陽1960年代所提社會主義新農村，指2005年10月11日中共第十六届中央委员会第五次全体会议通过的《中共中央关于制定国民经济和社会发展第十一个五年规划的建议》、以及之后通过的第十一个五年规划中提出了发展农业和建设农村的基本目标，中心内容为增强政府对农业和农村投入，扩大财政对农村覆盖范围和农村基础设施的投入，强调以工促农、以城带乡。主要内容如下：
- 优化农业生产布局、推进产业化经营，加强农田水利建设、搞好土地整理，提高农业机械化水平、加快农业标准化。
- 稳定与完善家庭承包责任制，推行流转土地承包经营权，健全对农民征地的补偿机制，建立城乡统一的劳动力市场和公平竞争的就业制度。
- 普及和巩固九年制义务教育，对农村学生免收杂费，对贫困家庭学生提供免费课本和寄宿生活费补助。
- 加强农村公共卫生和基本医疗服务体系建设，建立新型農村合作醫療制度。
- 加大农村基础设施建设投入，包括乡村道路建设、农村通信、完善农村电网，逐步解决饮水的困难和安全。
- 完善现有农业补贴政策，合理保护农产品价格，逐步建立农业支持保护制度。

## 政府财力有了基础
随着中国1978年推行的改革开放，中国经济获得快速发展，国内生产总值由1985年的7780亿元(人民币)上升至2005年的182321亿元，增长超过22倍，扣除物价上涨因素，年均增长率超过10％。2005年度国家财政收入超过3万亿，其中税收30866亿元（不包括关税和农业税）。

## 反哺农业的需要
经济发展后反哺农业的需要。中华人民共和国成立以后，一直实行城乡二元制经济政策，在这种体制下，以政府规定的低廉价格由农业输送基本生活资料和生产资料，农村地区成为廉价的原料供应地，农民为城市的发展和建设提供廉价的劳动力，农民工不能享受任何社会福利。整个经济的发展以牺牲农民利益为代价，并维持城市人口生活、城市建设和工业的发展。
据国家统计局发布的统计公报，2005年中国大陆城镇居民人均可支配收入10493元，农村人均纯收入3255元，二者差距为3.22:1；而1985年城镇居民人均工资690元，农村人均纯收入397元，二者差距为1.74:1，20年时间城乡收入差距扩大了85％。农村的基础设施仍旧维持在1970年代的水平，水利设施严重破损。联合国发展报告宣称，如果贵州是一个国家，那么它的人类发展指数仅刚刚超过纳米比亚，但是如果把上海比作一个国家的话，其人类发展指数则与葡萄牙相当。随着经济发展，城乡差距反而增大，贫富悬殊增大。2005年，作为监控贫富差距的主要指标，中国的基尼系数已经逼近0.47。

## 借鉴国外经验
中国的新农村建设主要借鉴韩国的新乡村运动。韩国在上世纪中后期遇到的诸多社会问题与当前中国大陆遇到的问题极为相似，韩国新乡村运动始于1970年代，以改善生产、生活环境为重点，韩国政府对中国的新农村建设计划抱以极大关注，中国决定参考韩国“新乡村运动”的经验。